# Вольная борьба на летних Олимпийских играх 1924 — до 56 кг
Соревнования по вольной борьбе в рамках Олимпийских игр 1924 года в легчайшем весе (до 56 килограммов) прошли в Париже с 11 по 14 июля 1924 года в Winter Velodrome. 
Для участия в соревнованиях заявились 28 спортсменов из 12 стран. От каждой страны могли принять участие только двое представителей, поэтому изначально было допущено 16 борцов, но 4 борца не явились и титул разыгрывался между 12 борцами. Самым молодым участником был Джим Трифунов (20 лет), самым возрастным Пьетро Тордера (39 лет). Соревнования проводились по системе Бергваля.
На этом турнире зажглась звезда финского борца Кустаа Пихлаямяки, многократного чемпиона Европы, участника четырёх олимпиад, завоевавшего на них две золотые и одну серебряную награды. Он без проблем победил во всех встречах, став первый раз за карьеру олимпийским чемпионом. Второе место завоевал ещё один видный финский борец, Каарло Мякинен, который на следующих играх, в отсутствие Пихлаямяки, перешедшего в другую категорию, стал чемпионом. Третье место завоевал американец Брайан Хайнс, от которого ожидали серьёзной конкуренции за первое место, но он приехал на соревнования с большим превышением по весу и был вынужден его быстро сгонять, что ослабило борца.

## Призовые места
- Кустаа Пихлаямяки
- Каарло Мякинен
- Брайан Хайнс

## Турнир за первое место
В левой колонке — победители встреч. Мелким шрифтом набраны те проигравшие, которых победители «тащат» за собой по турнирной таблице, с указанием турнира (небольшой медалью), право на участие в котором имеется у проигравшего. 

### Первый круг
| Участник 1                  | Результат | Участник 2       |
| --------------------------- | --------- | ---------------- |
| Сонни Дарби П. Тордера      | По очкам  | Пьетро Тордера   |
| Рагнар Ларссон М. МакВильям | По очкам  | Милтон МакВильям |
| Каарло Мякинен Г. Дюкайла   | По очкам  | Гастон Дюкайла   |
| Харольд Сансум Д. Трифунов  | По очкам  | Джим Трифунов    |

### Четвертьфинал
| Участник 1                           | Результат | Участник 2                 |
| ------------------------------------ | --------- | -------------------------- |
| Кустаа Пихлаямяки C. Дарби           | По очкам  | Сонни Дарби П. Тордера     |
| Брайан Хайнс Ж. Дилле                | По очкам  | Жак Дилле                  |
| Рагнар Ларссон М. МакВильям, Ж. Буке | По очкам  | Жюль Буке                  |
| Каарло Мякинен Г. Дюкайла, Х. Сансум | По очкам  | Харольд Сансум Д. Трифунов |

### Полуфинал
| Участник 1                                                   | Результат | Участник 2             |
| ------------------------------------------------------------ | --------- | ---------------------- |
| Кустаа Пихлаямяки C. Дарби, Б. Хайнс П. Тордера              | По очкам  | Брайан Хайнс Ж. Дилле  |
| Каарло Мякинен Г. Дюкайла, Х. Сансум, Р. Ларссон Д. Трифунов | Туше      | Рагнар Ларссон Ж. Буке |

### Финал
| Участник 1                                                            | Результат | Участник 2                                                            |
| --------------------------------------------------------------------- | --------- | --------------------------------------------------------------------- |
| Кустаа Пихлаямяки C. Дарби, Б. Хайнс, К. Мякинен П. Тордера, Ж. Дилле | По очкам  | Каарло Мякинен Г. Дюкайла, Х. Сансум, Р. Ларссон Д. Трифунов, Ж. Буке |

## Турнир за второе место
| Участник 1              | Результат | Участник 2             |
| ----------------------- | --------- | ---------------------- |
| Каарло Мякинен С. Дарби | По очкам  | Сонни Дарби П. Тордера |

| Участник 1              | Результат | Участник 2            |
| ----------------------- | --------- | --------------------- |
| Каарло Мякинен Б. Хайнс | По очкам  | Брайан Хайнс Ж. Дилле |

## Турнир за третье место
Сонни Дарби не участвовал в турнире. 

### Полуфинал за третье место
| Участник 1               | Результат | Участник 2     |
| ------------------------ | --------- | -------------- |
| Брайан Хайнс Р. Ларссон  | По очкам  | Рагнар Ларссон |
| Гастон Дюкайла Х. Сансум | По очкам  | Харольд Сансум |

### Финал за третье место
| Участник 1   | Результат | Участник 2     |
| ------------ | --------- | -------------- |
| Брайан Хайнс | По очкам  | Гастон Дюкайла |